# Rio das Águas
Der Rio das Águas ist ein etwa 39 km langer rechter Nebenfluss des Rio Capanema im Südwesten des brasilianischen Bundesstaats Paraná.

## Etymologie
Der Name des Flusses bedeutet auf Deutsch Wasserfluss oder Fluss der Wasser.

## Geografie

### Lage
Das Einzugsgebiet des Rio das Águas befindet sich auf dem Terceiro Planalto Paranaense (Dritte oder Guarapuava-Hochebene von Paraná).

### Verlauf
Sein Quellgebiet liegt im Munizip Flor da Serra do Sul an der Grenze zum Munizip Barracão auf 593 m Meereshöhe etwa 15 km westlich des Hauptorts. Es liegt etwa 5 km nördlich der Wasserscheide zwischen Rio Iguaçu und Río Uruguay, die hier die Grenze zwischen den Staaten Paraná und Santa Catarina bildet.
Der Fluss verläuft zunächst in nördlicher Richtung. Ab der rechtsseitigen Einmündung des Rio São Bento bildet er die Grenze zwischen den beiden Munizipien Flor da Serra do Sul und Bom Jesus do Sul. Er mündet auf 399 m Höhe von rechts in den Rio Capanema. Er ist etwa 39 km lang.

### Munizipien im Einzugsgebiet
Am Rio das Águas liegen die drei Munizipien Flor da Serra do Sul, Barracão und Bom Jesus do Sul.